# Maechidius variolosus
Maechidius variolosus är en skalbaggsart som beskrevs av Macleay 1871. Maechidius variolosus ingår i släktet Maechidius och familjen Melolonthidae. Inga underarter finns listade i Catalogue of Life.